# Lake Malawi (muzička grupa)
Lake Malawi je češki indi pop bend iz Trineca, formiran 2013. godine. Bend se sastoji od vodećeg vokalista, gitariste i klavijaturiste Alberta Černija, basiste i klavijaturiste Jeronima Šubrta i bubnjara Antonina Hrabala. Poznati su kao predstavnici Češke na Pesmi Evrovizije 2019.

## Biografija
Bend Lake Malawi osnovao je Albert Černi nakon raspada njegovog bivšeg benda Charlie Straight u septembru 2013. Ime benda, Lake Malawi, inspirisano je pesmom „Calgary” Bon Ivera sa albuma iz 2011. godine. Kasnije su objavili svoj debi singl „Always June” 2014. godine, nastupajući uživo u intervjuu za BBC London. U 2014, bend je nastupao na velikim češkim muzičkim festivalima poput „Colours of Ostrava” i „Rock for People”, te na „The Great Escape Festival” u Velikoj Britaniji. Kasnije su objavili svoju debitantsku plejlistu pesama We Are Making Love Again 2015. godine. Bili su predgrupa za nekoliko koncerata u Pragu (za The Kooks, Miku i Thirty Seconds to Mars). Godine 2016, bubnjar i bivši član grupe Charlie Straight Pavel Palat napustio je bend, a zamenio ga je Antonin Hrabal.
Godine 2017. objavili su svoj debitantski studijski album Surrounded by Light. Album je takođe predstavio dva nova singla, pesmu Surrounded by Light i pesmu Paris. Vodeći gitarista Patrik Karpentski napustio je bend krajem 2017. godine. Godine 2019. objavljeno je da učestvuju na češkom nacionalnom finalu za Pesmu Evrovizije 2019 sa pesmom Friend of a Friend. Na nacionalnom izboru su pobedili i prošli na Pesmu Evrovizije. Nakon drugog mesta u prvom polufinalu, plasirali su se u finale. U finalu su bili jedanaesti sa 157 osvojenih bodova.

## Članovi
- Albert Černi (2013— danas)
- Jeronim Šubrt (2013— danas)
- Antonin Hrabal (2016—danas)

### Bivši članovi
- Pavel Palat (2013—2016)
- Patrik Karpentski (2013—2017)

## Diskografija
- Always June (2014)
- Chinese Trees (2014)
- Aubrey (2015)
- Young Blood (2015)
- We Are Making Love Again (2016)
- Prague (In the City) (2017)
- Surrounded by Light (2017)
- Not My Street (2017)
- Bottom of the Jungle (2017)
- Paris (2017)
- Spaced Out (2018)
- Friend of a Friend (2019)
- Stuck in the 80's (2019)